# 羊肉

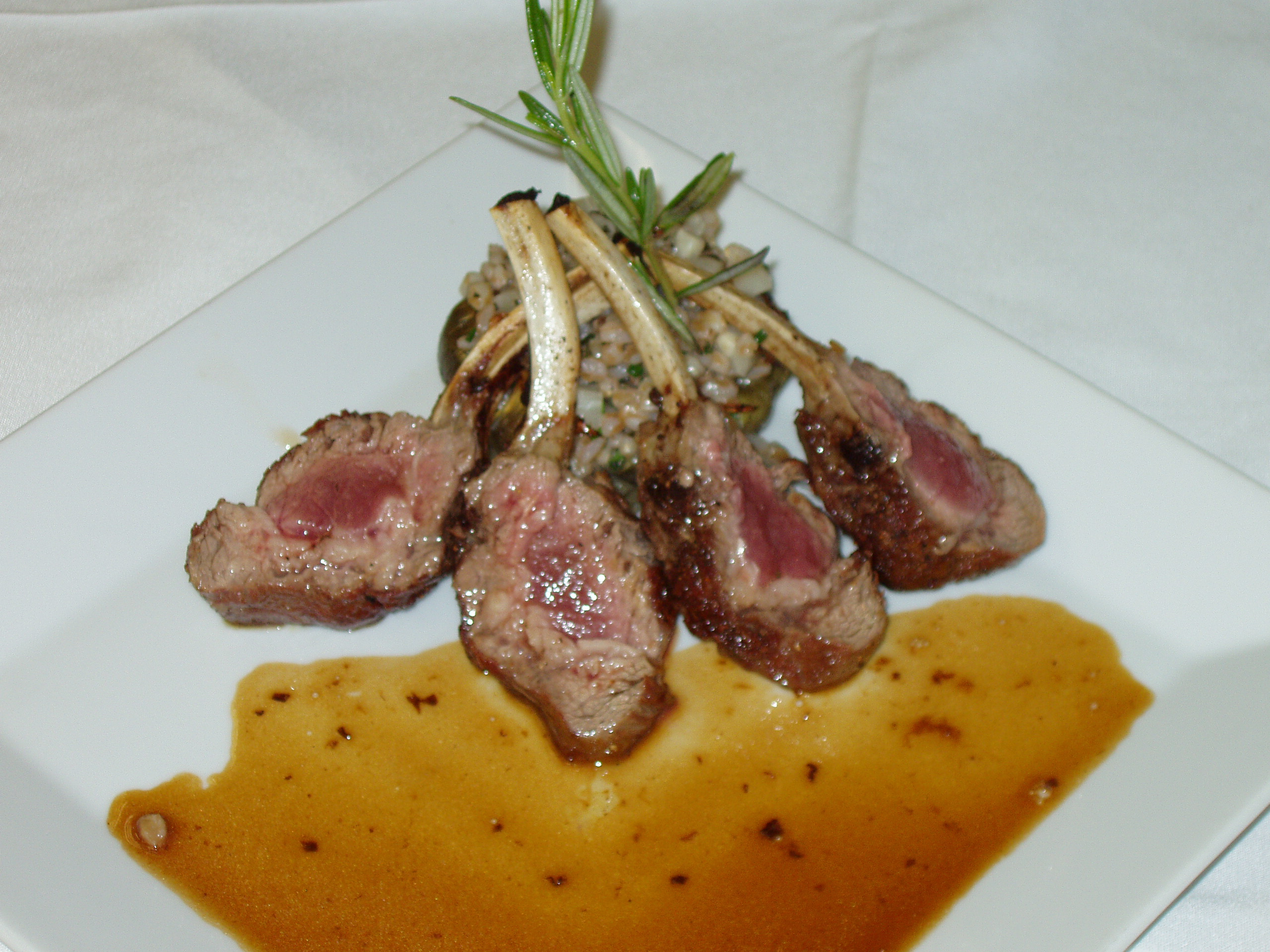
ラムチョップ

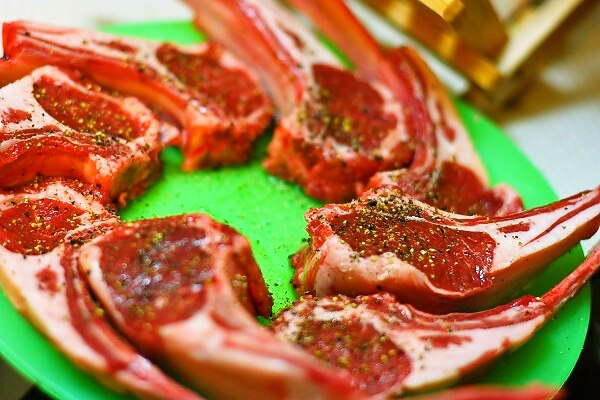
生の状態のラムチョップ

羊肉（ようにく）は、羊の肉である。英語表現としては子羊肉をラム（lamb）、成羊の雌または去勢雄の羊肉をマトン（mutton）、雄羊をラム（ram）、雌羊をユー（ewe）と区別する。生後およそ12か月以下の子羊の肉はラム、それよりも年をとった羊の肉はマトンと呼ばれる。ただし、この区別は国によってことなる（後述）。

## 概要
牛肉や豚肉と比べ、宗教・宗派による制約が少なく、世界中で広く食べられている。
日本では、羊の飼育そのものが近代に入るまで普及しなかった為、羊肉の利用も牛肉、豚肉や鶏肉に比べると少ないが、明治時代に養羊が奨励された北海道では常食となっており、関東でも常食化してきている。
世界では地中海料理、アフリカ料理、中東料理、南アジア料理、そして中華料理において、大きな特徴となっている。日本では主にジンギスカン、しゃぶしゃぶ、カレー、ロースト、ステーキといった食べ方が好まれる。また漢方では体を温める作用があるとされており、北海道、中国北部、モンゴルといった寒さの厳しい地域で好まれているが、暖かい台湾や香港でも羊専門料理店がある。
肉質について、ラムはマトンよりも柔らかく、マトンはラムよりも獣臭が強いと言われる。マトンは魚肉ソーセージのコク出し用の加工用原料としても利用されている。独特の臭いがあるため、苦手とする人もいる。マトンの独特の匂いに大きな役割を果たしているのは4-メチルオクタン酸、4-メチルノナン酸、4-エチルオクタン酸の3種の分岐鎖脂肪酸である。
脂肪は融点が高く（約44～45度）、調理してからすぐ食べたほうが良いとされる。また、冷たい飲料と共に大量に摂取すると脂肪が腸内で凝固する危険性があるので注意が必要である。

### 日本の羊肉
日本国内で食されている羊肉で、日本産のものは1パーセント弱と言われる。オーストラリア、ニュージーランドからの輸入がほとんどで、年間に約5300トンを日本は輸入している。2018年時点では輸入量は2パーセントほどだが、アイルランド産の羊の輸入も増加傾向にある。フランス産の羊は2001年から輸入禁止措置が取られており、2017年に輸入再開となった。
江戸時代末期に、肥前で長崎奉行が羊の飼育を試みたり、江戸の小石川御薬園（現・東京大学大学院理学系研究科附属植物園）で羊を飼育したのが、記録に残っている日本初の羊飼育となる。
日本で産業として羊の飼育が本格化したのは明治時代になってからである。1914年の第一次世界大戦勃発に伴い、日本では軍服需要のため国内産ウールの増産が必至となり、1918年には「めん羊100万頭計画」が国策として発表された。しかしながら、1945年になっても、日本国内の羊は18万頭に留まっていた。
第二次世界大戦後は衣料不足からウールの需要も急増し、一時は94万頭を超えるくらいまで伸びたが、羊肉や羊毛の輸入自由化と共に再び減少に転じた。昭和50年代になって、肉用にサフォーク種の羊が導入されるようになると一時的に増加し、2018年時点では微増傾向にある。
2017年の畜産技術協会の統計では、都道府県別の羊頭数では北海道の8630頭を筆頭に、以下、長野県の1014頭、栃木県の651頭と続き、日本全国合計では17513頭である。

## 消費傾向
2019年の経済協力開発機構の統計で年間1人あたりの羊肉の消費量を国別に比較すると1位はカザフスタンの8.2キログラム、2位はオーストラリアの6.2キログラム、3位はノルウェーの4.5キログラムとなっており、以下、サウジアラビア、トルコ、イランと続く。
カザフスタン料理は羊肉のみならず、肉料理のメニューが豊富であり、牛肉の消費量も世界第6位であるが、イスラム教圏であるため豚肉の消費量は少ない。
オーストラリアは羊の飼養頭数でも世界第2位であり、輸出量では世界1位である。
サウジアラビア、トルコ、イランはいずれもイスラム教圏であり豚肉食を教義で禁じられているため、羊肉や鶏肉の消費量が多い。イスラム教圏の国々は羊肉の生産国としても上位を占めている。
キリスト教圏においても、イエス・キリストを「神の子羊」と呼ぶことから、仔羊肉（ラム）は伝統的で特別な食物ととらえられている。イギリスではイースターの日曜日にラムを焼いて食べる伝統的な習慣がある。なお、イギリスの1人あたりの羊肉年間消費量はイランに次ぐ第7位である。
インド、パキスタン、バングラデシュなどの多くの南アジアの国々ではマトンという英単語は通常は羊ではなく、ヤギの肉を指す。インド料理のマトン料理は、家庭では山羊の肉を使用している。ちなみに英語で山羊の肉はシェヴォン（chevon）という。
カシュルートによれば、ユダヤ教では羊肉は食べてよいとされる。しかし牛と同様に決められた方法（シェヒーター）で屠畜せねばならず、後半身の特定の種類の脂肪や坐骨神経は食べてはいけない。イスラム教にもハラールと呼ばれる、同じような決まりが存在する。

## 部位の分け方
日本、イギリス、フランスなど各国で羊肉の部位の分け方は異なる。

### イギリス

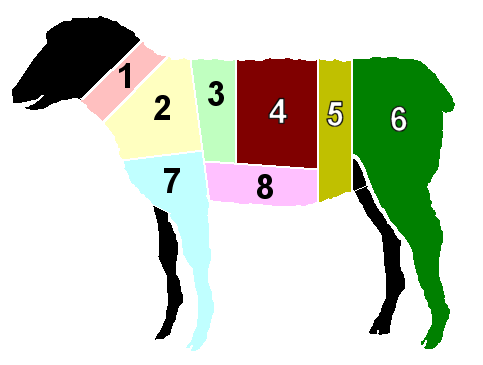
イギリスのラムの部位

伝統的なイギリスの部位の分け方は以下のとおりである。
1. スクラグエンド（Scrag end）
2. ミドルネック（Middle neck）
3. ベストエンド（Best end）
4. ロイン（Loin）
5. チャンプ（Chump）
6. 脚（Leg）
7. 肩（Shoulder）
8. 胸（Breast）

### フランス

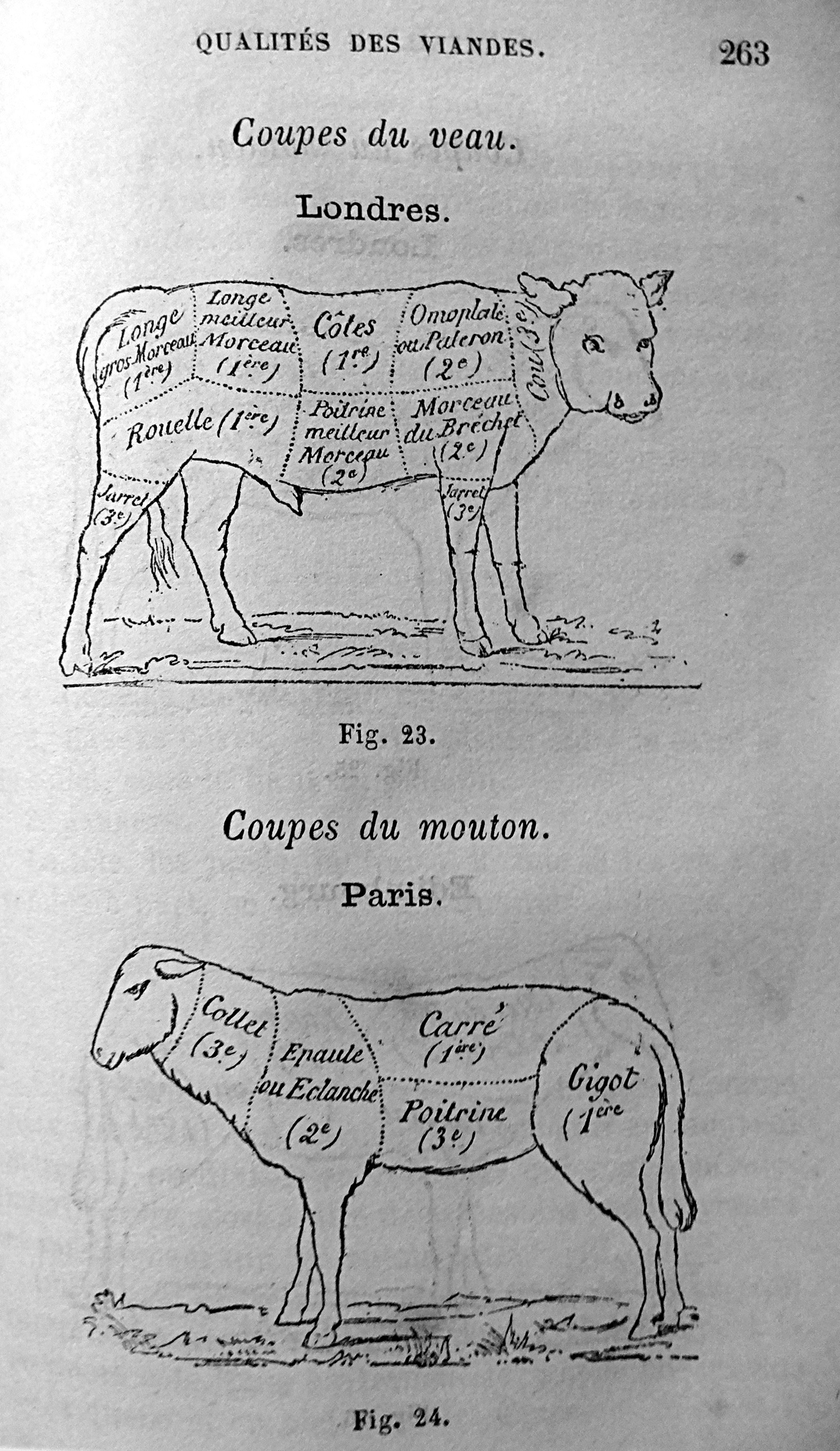
フランスの牛とラムの部位

フランスにおける部位の分け方は以下のとおりである。
- テート tête
- コリエ collier
- コートレット・デクーヴェルト côtelettes découvertes
- コートレット・プルミエール côtelettes puremières
- コートレット・フィレ côtelettes-filets
- セル selle
- エポール épaule
- ポワトリーヌ pointrine
- ジャレ jarret
- ジゴ gigot

### 日本
食品表示基準において、以下の様に定められているが、商慣習上の名称や地域特性によって使用されている名称でも表示可能とされている。また、日本への輸入羊肉にあたっては業者間で相互に確認ができていれば、他の名称を使っても良いとされる。
- かたロース
赤身と脂肪のバランスが良く、やわらかくて食べやすい[11]。
  - チャックロール
- かた（うで）
脂肪が多く羊肉特有の臭いがあり、筋が多く肉質は硬め[11]。
  - ショルダー
- ばら
腹の部分の肉で、脂肪は多め[11]。日本国内での流通量は少ない[11]。
  - かたばら
  - ともばら
- ロース
  - ロイン
- ヒレ
- ラック
肉質はやわらかく、高価な部位[11]。
  - 骨付きロース
肋骨ごとにカットしたものがラムチョップとなる[11]。
- もも
脂肪が少なめで、あっさりとしており、やわらかい部分もかたい部分もある[11]。
  - レッグ
- すね
  - まえずね
  - ともずね

### 内臓類
羊の内臓肉も以下の様に利用される。
- ヘッド
頭の部分。かつては煮込みに加えられていた。
- タン
舌。牛タンよりやわらかい。
- レバー
肝臓。大きさはおよそ20センチメートル。
- ハート
心臓。ハツとも呼ばれる。
- トライプ
胃袋。中に具を詰めて煮込みにも利用される。
- スモール・インテスティン
小腸。羊腸とも呼ばれ、ソーセージのケーシングに利用される。
なお、日本農林規格の定めるところでは、牛腸を使用したソーセージをボロニア、豚腸を使用したソーセージをフランクフルト、羊腸を使用したソーセージをウインナーと呼ぶ。
- キドニー
腎臓。
- スイート・ブレッド
乳腺のこと。
- ブレイン
脳。ムニエル、ワイン煮、パイ包みなどに用いられる。
- テスティクル
睾丸。郷土料理や家庭料理に利用されることがある。

## 呼び方の区別
ラム、マトン、ホゲットを分ける定義は国によって異なる。国によっては、ホゲットの分類が無く、ラムとマトンの2種類の区別しかないこともある。
良く知られる区別の方法として「歯の本数」と「年齢」とがあり、以下に例示する。
| 区別の方法 | ラム                  | ホゲット           | マトン          |
| ---------- | --------------------- | ------------------ | --------------- |
| 歯の本数   | 永久歯が0本で乳歯のみ | 永久歯が1本        | 永久歯が2本以上 |
| 年齢       | 生後1年未満           | 生後1年から2年未満 | 生後2年以上     |

ホゲットは、「幻の羊」として採り上げられることがあるが、以下のような理由が考えられる。
- 羊肉はラムとして出荷することが多いので、ホゲット、マトンの出荷量はもともと少ない。
- ラムとマトンという2つの区分しかなくホゲットを設定していない場合もあり、ラムかマトンとして流通している。

上述のようにラムとして出荷されない羊を育てていけば、ホゲットになり、マトンとなるため「幻」と呼ぶのは過剰ではないかという意見もある。

### オーストラリア
オーストラリアでの定義は以下のとおりである。
ラム(lamb)
雌、去勢または非去勢雄で、永久門歯の発生がない（0本）。月齢の目安としては12か月以下。
マトン(mutton)
雌または去勢雄で、最低1本の永久門歯があるもの。雄の場合、第二次性徴がないもの。月齢の目安としては10か月超。
成雄羊肉(ram)
去勢または非去勢雄で、第二次性徴があるもの。非去勢雄の場合最低1本の永久門歯があるもの。月齢の目安としては10か月超。
補助分類として以下のものがある。
ヤングラム(young lamb)
雌または去勢雄で、永久門歯の発生が無く、上顎の永久臼歯の発生がないもの。月齢5か月以下に限る。
ホゲット(hogget)
雌または去勢雄で、1本か2本の永久門歯があるもの。雄の場合、第二次性徴がないもの。月齢の目安としては10か月から18か月。
イヤリングマトン(yearling mutton)
ホゲットの別名。
成雌マトン(ewe mutton)
雌で、最低1本の永久門歯があるもの。月齢の目安としては10か月超。
去勢マトン(wether mutton)
去勢雄で、最低1本の永久門歯があり、第二次性徴がないもの。月齢の目安としては10か月超。

### ニュージーランド
ニュージーランドにおける定義は以下のとおりである。
ewe経産雌羊。
maiden ewe未経産雌羊。
wether去勢雄羊で、第二次性徴がないもの。
lamb月齢12か月未満の雌雄どちらかの羊。
hoggetmaiden eweかwetherで、永久門歯が2本以上は生えていないもの。

### 日本
日本では、食品表示基準によって定めらている。
ラム生後1年未満のもの。
マトン生後1年以上のもの。
この他に、「めん羊」、「羊」、「羊肉」の表示が認められている。

#### ロール肉

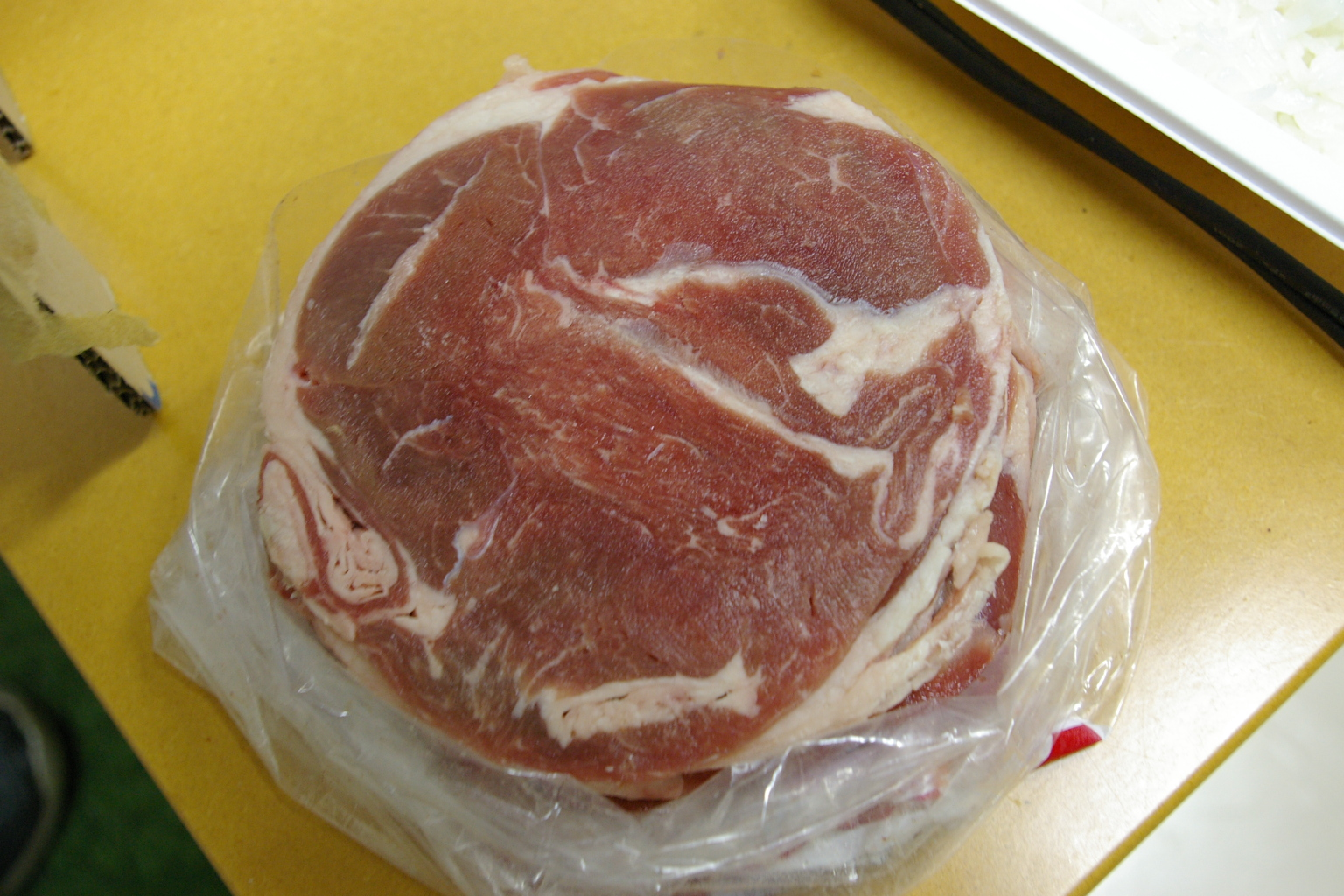
ロールマトン

日本のジンギスカン料理店などで一般的に見られた円状に成形された肉。冷蔵技術の発展により冷凍せずに低温で流通できる「生ラム」が人気となったことで、ロール肉の流通は減っている。
羊肉を円筒状に成形した肉塊であり、冷凍で保存される。これをスライスして利用する。ラムを使ったものは、ラムロールと呼ばれる。
さまざまな部位の肉をプレスして製造されるため、年間を通じて比較的に安価に流通している。
ロール肉の発祥は不明。日本の羊肉専門解体工場である昭和畜産（美唄市）は1969年創業であり、創業時からラムロールを作っているが、元祖ではないとしている。当時は、羊を一頭買いしていたため、人気部位と不人気部位に分かれたり、形成できない部位も出てくるなどで廃棄される肉が生じてくる。正式な記録などは残っていないが、できるだけ肉の廃棄を少なくし、有効活用する目的でラムロールが編み出されたのではないかと推測されている。ラムロールは冷凍保存ができ、食肉店のスライサーで簡単に加工できることから、羊肉の普及に繋がったと考えられる。
前述の昭和畜産では、2022年時点で1日に約3000個分のラムロールを生産している。プライマルカットされた各部位の肉塊は、硬さもさまざまなら、旨味の強弱もそれぞれに特徴がある。これらの肉を無造作にロール肉に成形すると美味しさや食感にバラツキが生じるため、昭和畜産では目視で肉質を均等にしている。筒の中に肉を入れて圧縮する方法もあるが、それでは部位が偏るため、昭和畜産ではラップ巻きで圧着させている。

### ラムの名称
ミルクフェッドラム（milk fed lamb）
乳離れしていない子羊の肉。イギリスの場合、生後4週間から6週間の子羊肉となる。
地中海沿岸やアジアで人気が高い。
肉の味がミルキーで濃厚であり、ミルクフェッドラムのラムチョップ料理を「完璧な宝石（perfect jewels）」と評する料理人もいる。
スプリングラム（spring lamb）
（北半球の場合）12月から翌年3月に産まれた子羊で、アーリーラム（early lamb）、サマーラム（summer lamb）とも呼ばれる。乳と春の新芽の牧草を食べて育ち、月齢3か月から6か月で出荷される。
伝統的な地中海料理に使用される。
オータムラム（autumn lamb）
スプリングラムを継続して育てて、月齢11か月未満でに出荷するもの。それ以上長期に育てるとホゲットの分類になることも多い。
アニョー・ド・レ（agneau de lait）
フランス語で「乳飲み仔羊」のこと。

## 主な羊肉料理

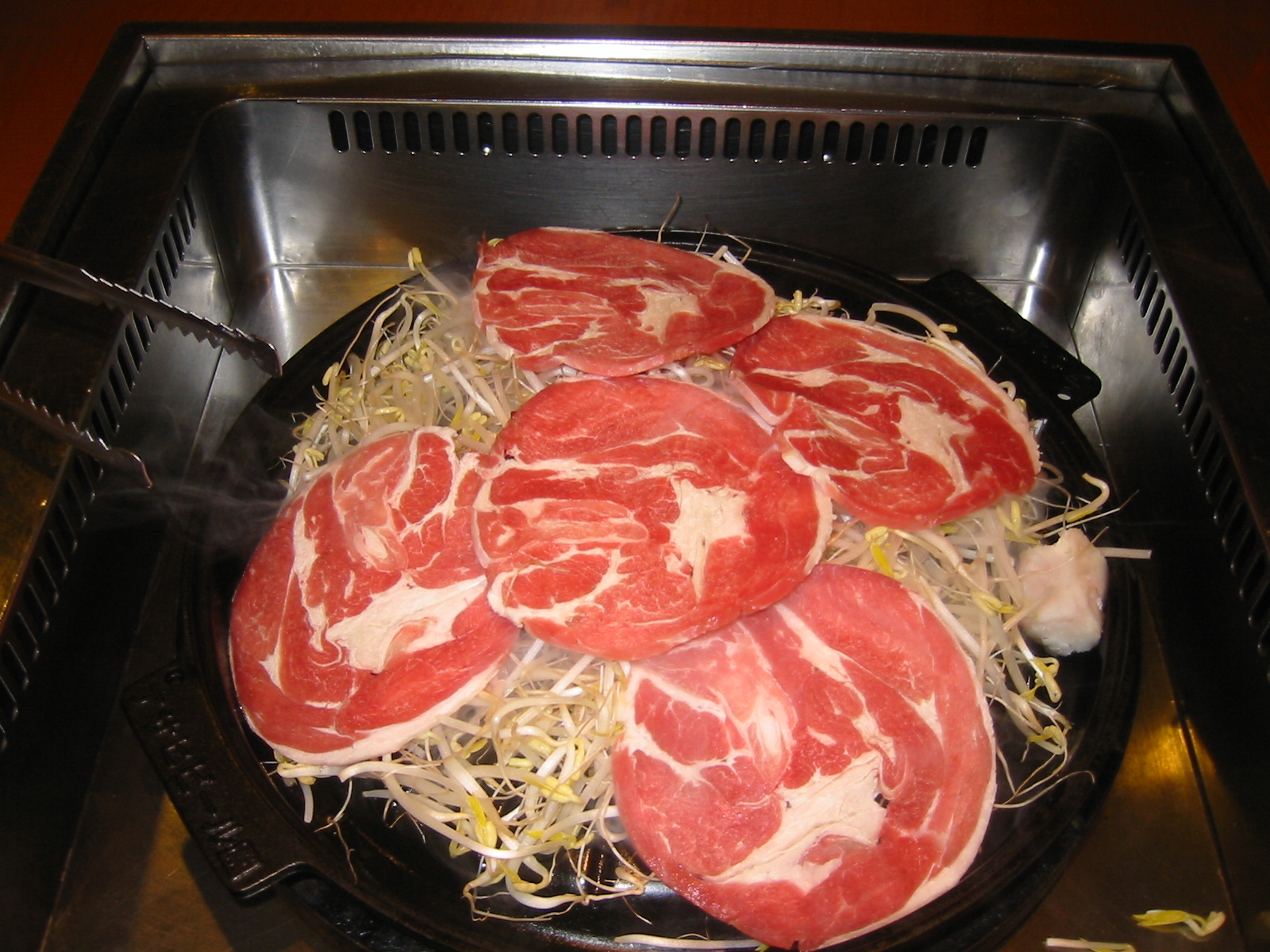
ジンギスカンの例

日本では、ジンギスカンが代表的な日本の羊料理とされる。
また、各国の羊料理のうち、以下のような料理が代表的な料理として日本では紹介されることがある。
- チャンサン・マハ - モンゴル料理[22]。
- ベシバルマック - カザフスタン料理[6]。
- フォーリコール - ノルウェー料理[6]。
- ケバブ - イスラム圏の代表的な羊肉料理[6]。